# Tibialis posterior

Musculus tibialis posterior

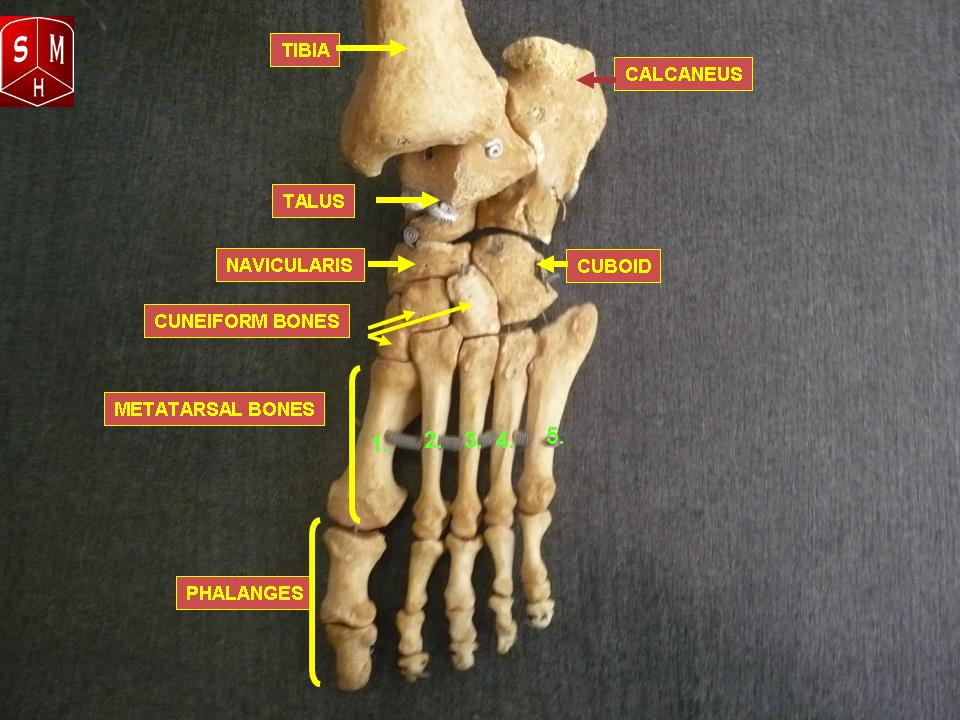
Anatomi fot

Musculus tibialis posterior är en djupt liggande skelettmuskel belägen på baksidan av underbenet. Den har två huvudfunktioner: att böja foten nedåt, plantarflektion, och att vrida fotsulan inåt, inversion. Muskeln tar sitt ursprung från tre platser: den övre tredjedelen av fibulas bakre och inre sida, den övre delen av tibia, och membranet som skiljer fibula och tibia. 
Muskeln sträcker sig längs underbenet och övergår i en sena som rundar den inre fotknölen, även kallad mediala malleolen. Denna sena delar upp sig i tre delar:
1. Den första delen fäster i os naviculare och den plantara delen av os cuneiforme mediale.
2. Den andra delen fäster i basen av de andra, tredje och fjärde metatarsalbenen, samt i de andra och tredje cuneiformebenen och i os cuboideum.
3. Den tredje och sista delen fäster i sustentaculum tali i calcaneus

Denna anatomiska struktur är känd som tarsaltunneln. Musculus tibialis posterior är en av sju muskler i underbenets bakre muskelfack (kompartment). De andra musklerna i detta kompartment är: 
1. musculus gastrocnemius
2. flexor hallucis longus soleus
3. musculus plantaris
4. musculus popliteus
5. musculus flexor digitorum longus
6. musculus tibialis posterior.[1]

## Funktion

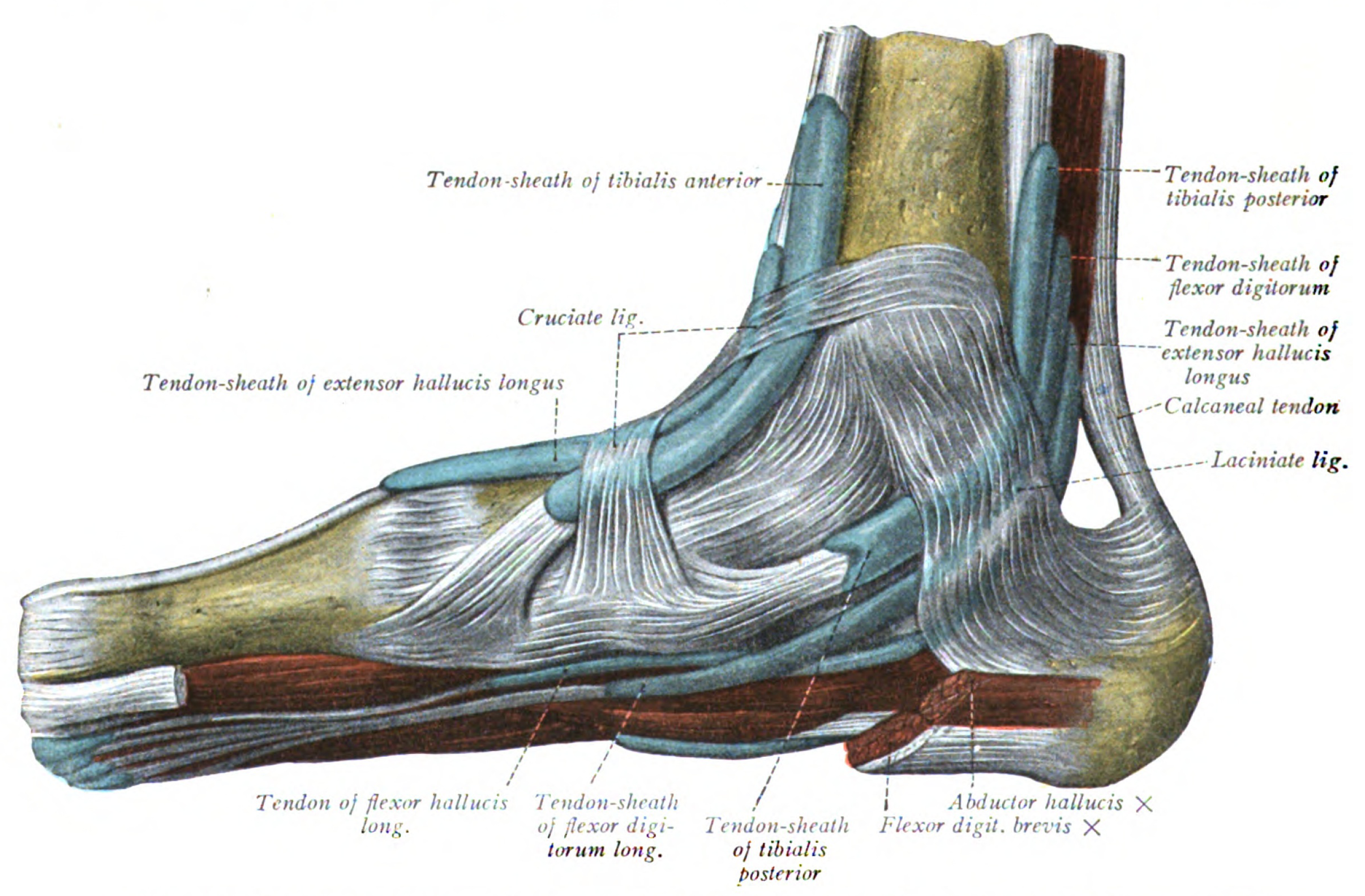
Ilustration över medial malleol (inre fotknöl), ligamentum laciniatum (som bildar tarsaltunneln) samt musculus tibialis posterior.

Musculus tibialis posterior och musculus tibialis anterior är de primära musklerna som inverterar foten. Denna rörelse äger huvudsakligen rum i två synovialleder: subtalarleden och de midtarsala lederna, som är de leder som förbinder mellanfotsbenen (metatarsalben) med fotens tarsalben. Musculus tibialis posterior, som löper längs baksidan av underbenet och foten, bidrar även till plantarflexion i samarbete med musculus gastrocnemius, musculus soleus och musculus plantaris.
Muskelns fäste under foten gör att den spelar en viktig roll i att upprätthålla det mediala längsgående fotvalvet. Detta valv är normalt högre än det laterala och stöds av följande tarsalben: calcaneus, talus, naviculare, de tre cuneiformebenen och de tre första metatarsalbenen.

## Blodförsörjning
Musculus tibilais posterior får främst sin blodförsörjning från arteria tibialis posterior, som springer ur arteria poplitea. Arteria tibialis posteriors löper djupt inne i underbenets bakre kompartment och blodförsörjer alla muskler i området. Löper vidare runt den mediala malleolen och vidare ner under foten tillsammans med musculus tibilais posterior, musculur flexor digitorum, musculus flexor hallucis longus och nervus tibialis posterior.

## Innervation

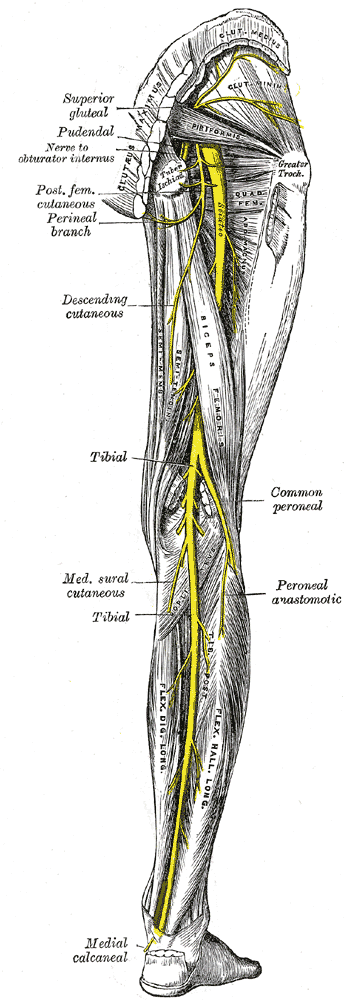
Nervus tibialis

Musculus tibialis posterior får sin nervförsörjning av nervus tibialis. Olika benämningar används på denna nervstruktur, nervus tibialis är vanligast, men nervus tibialis posterior är också frekvent förekommande. Nervus tibialis springer ur ischiasnerven. Strax ovan knävecket, precis vid övre delen av fossa poplitea, förgrenar sig ischiasnerven i nervus tibialis och nervus peroneus communis. Nervus tibialis fortsätter ner i underbenet där den till slut rundar mediala malleolen (inre fotknölen), genom tarsaltunneln, och sedan löper in under foten och grenar upp sig i nervus plantaris medialis och nervus plantaris lateralis.

## Skador
Överansträngningsskador kan uppstå i musculus tibialis posterior vid olika typer av aktiviteter som innebär hoppande och springande som exempelvis:
- basket
- löpning
- tennis
- fotboll
- joggning.

Besvär med smärta från musculus tibialis posterior förekommer ofta tillsammans med olika förändringar av fotens mekanik. Initialt sker successivt tapp av det längsgående fotvalvet, vilket äventyrar fotens dynamiska stabilisatorer. Detta kan med tiden leda till nedsatt funktion och påfrestning på de passiva stabilisatorerna av bakre delen av foten (talus och calcaneus), vilket innefattar ligamentum calcaneonaviculalare, plantarfascian och plantara stödjande ligamentstrukturer. Vid detta tillstånd står ofta calcaneus i valgus samt främre delen av foten abduceras (vinklas utåt).

## Åtgärder
Vid överansträngning av musculus tibialis posterior har ofta inlägg i skor god effekt. Inläggets syfte är att stötta det längsgående fotvalvet och på så sätt avlasta musculus tibialis posterior. Utöver inlägg kan stretch och övningar för denna muskel minska smärtan ytterligare.

## Bildgalleri

cuneiformebenens placering på foten. Visar det längsgående fotlvalvet
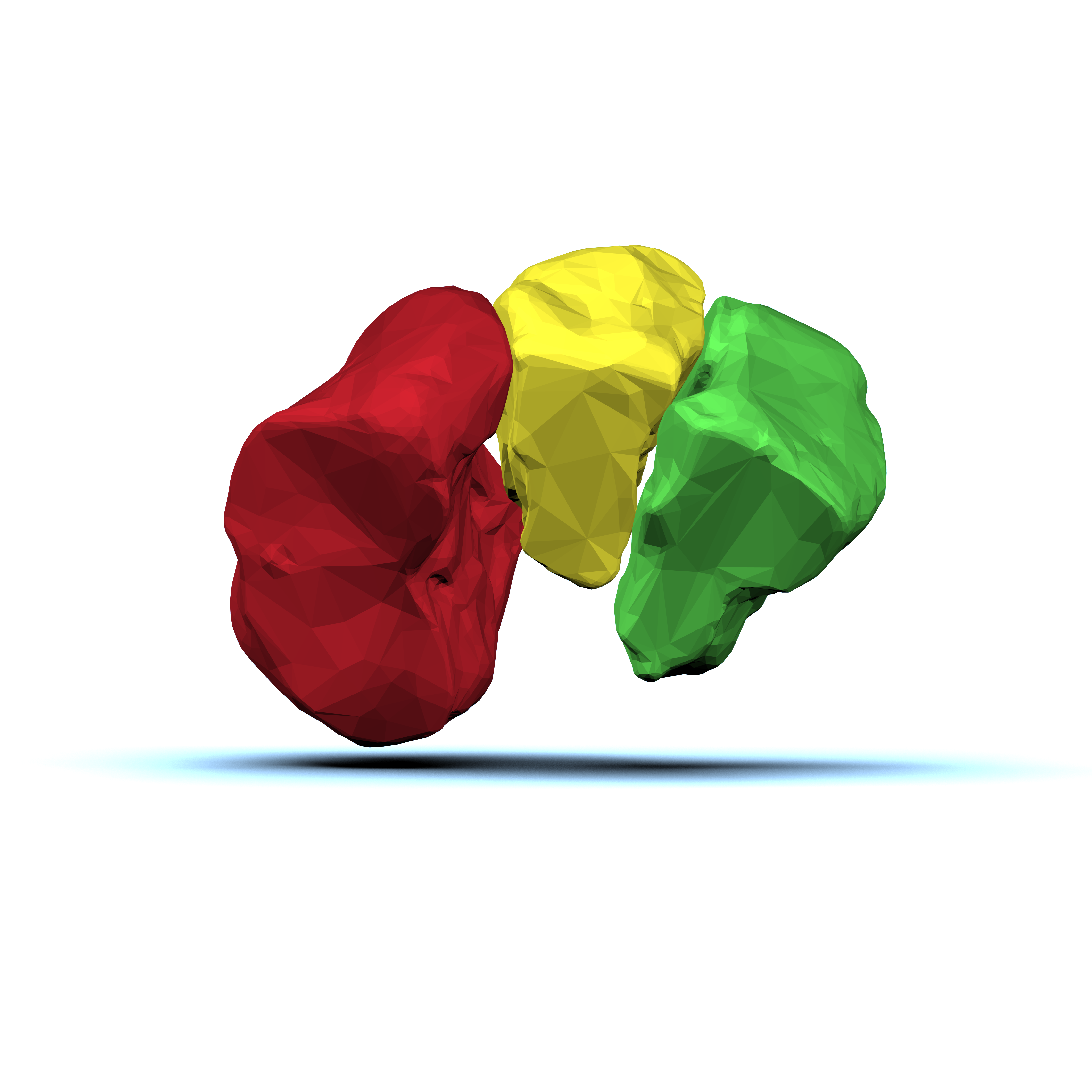
Cuneiformebenens arkitektur bildar det tvärgående fotvalvet
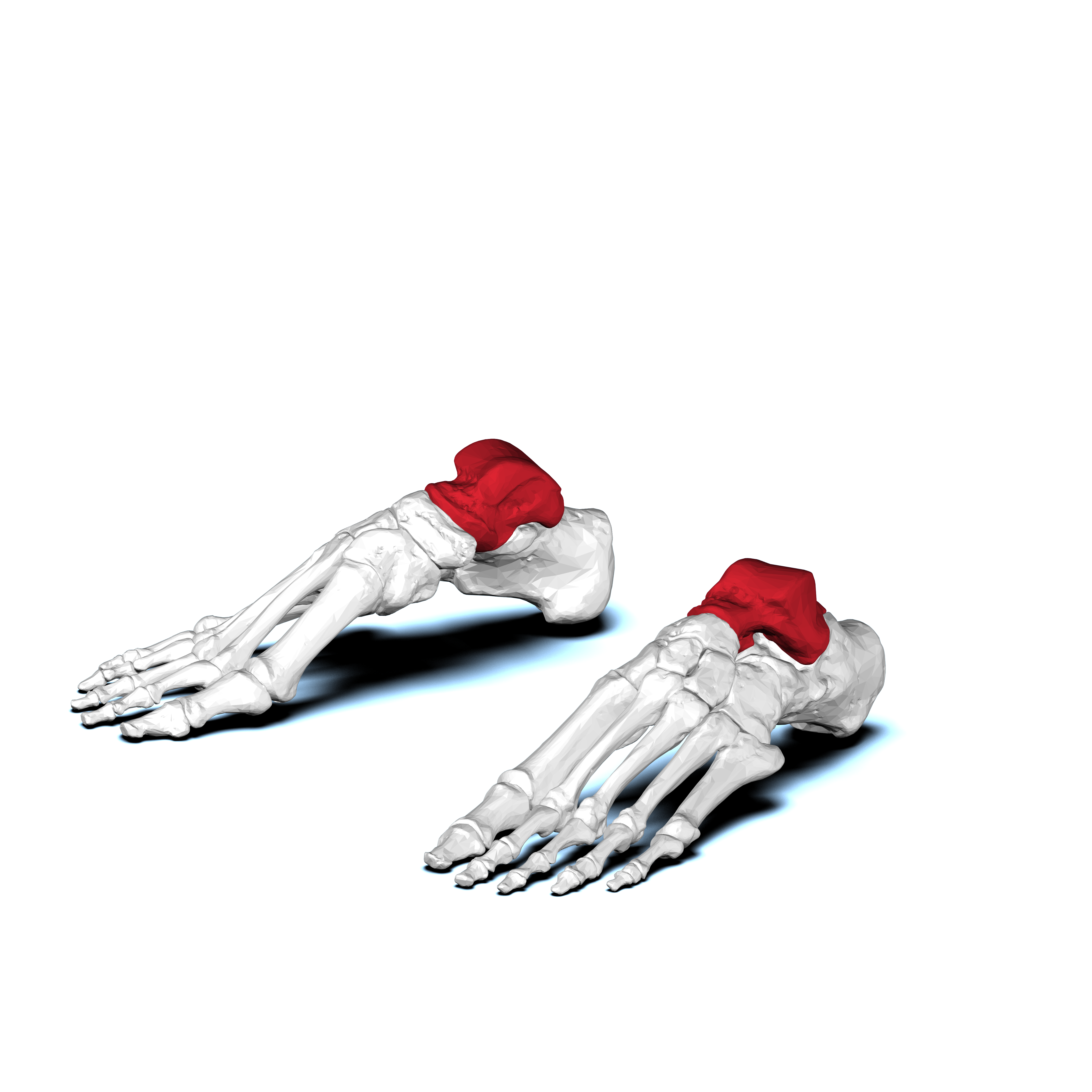
Os talus
Os talus på foten. Illustration över hur underbenen, tibia och fibula ledar över talus som en gaffel
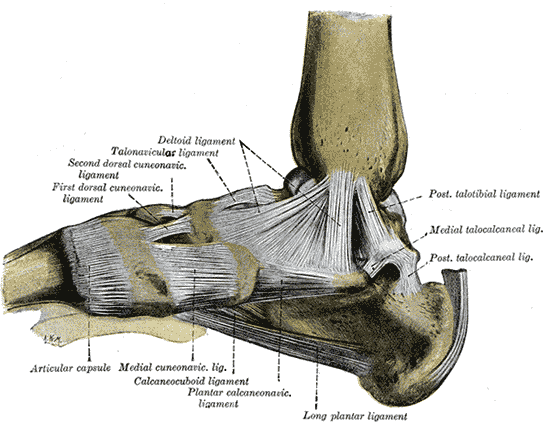
Illustration över ligamentum calcaneonaviculare som förbinder sustentaculum tali på calcaneus med os naviculare.
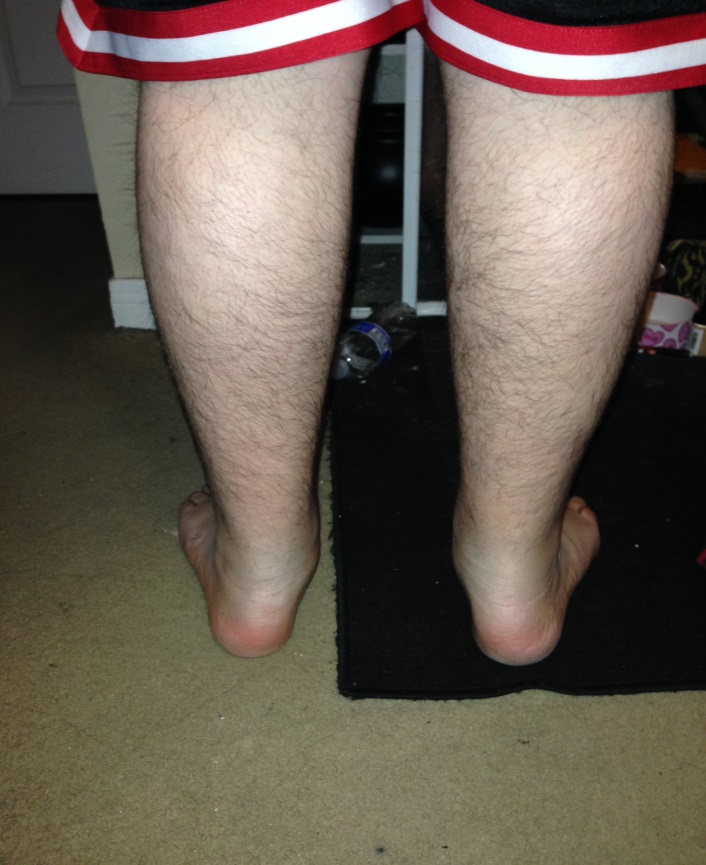
Illustration där hälben står i valgus
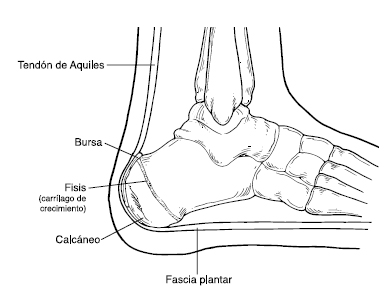
Plantarfascian
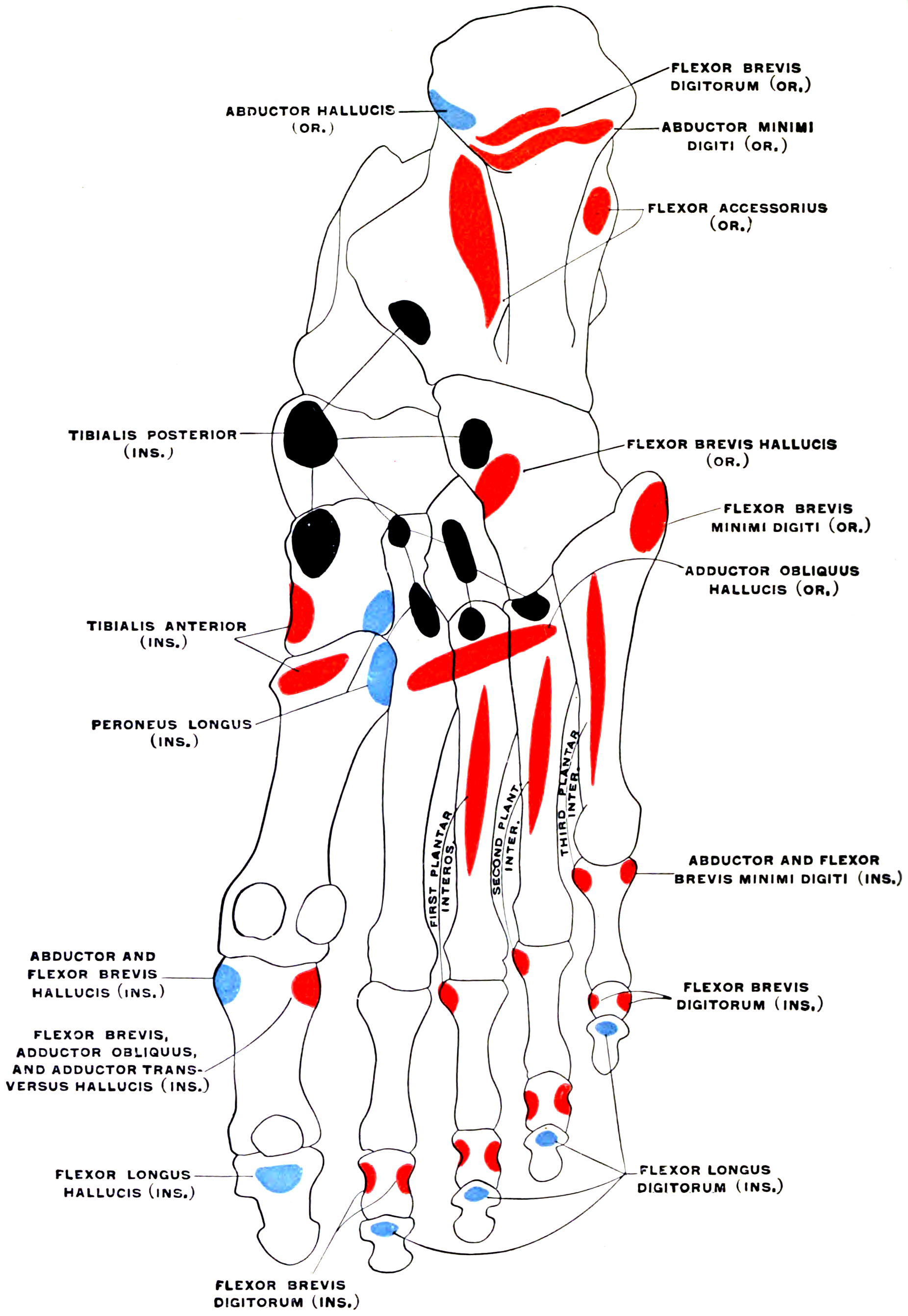
Musculus tibialis posteriors fästen under foten